# Jayawinangun
Jayawinangun is een bestuurslaag in het regentschap Indramayu van de provincie West-Java, Indonesië. Jayawinangun telt 1977 inwoners (volkstelling 2010).